# Renault 21
Renault 21 je francuski automobil marke Renault. Proizvodi se od 1986. do 1995. godine.

## Motori
- 1.4 L, 51 kW (69 KS)
- 1.7 L, 54 kW (73 KS)
- 1.7 L, 55 kW (75 KS)
- 1.7 L, 66 kW (90 KS)
- 1.7 L, 68 kW (92 KS)
- 1.7 L, 70 kW (95 KS)
- 2.0 L, 88 kW (120 KS)
- 2.0 L, 99 kW (135 KS)
- 2.0 L turbo, 119 kW (162 KS)
- 2.0 L turbo, 129 kW (175 KS)
- 2.2 L, 79 kW (107 KS)
- 1.9 L dizel, 47 kW (64 KS)
- 2.1 L dizel, 48 kW (65 KS)
- 2.1 L turbo dizel, 65 kW (88 KS)